# Округ Мур (Северна Каролина)
Округ Мур (енгл. Moore County) је округ у америчкој савезној држави Северна Каролина.

## Демографија
По попису из 2010. године број становника је 88.247, што је 13.478 (18,0%) становника више него 2000. године.
| Група             | 2000.          | 2010.          |
| Белци             | 58.844 (78,7%) | 68.487 (77,6%) |
| Афроамериканци    | 11.589 (15,5%) | 11.839 (13,4%) |
| Азијати           | 332 (0,4%)     | 754 (0,9%)     |
| Хиспаноамериканци | 2.981 (4,0%)   | 5.261 (6,0%)   |
| Укупно            | 74.769         | 88.247         |